# Assassin's Creed: Brotherhood
Assassins Creed: Brotherhood je dalším pokračováním populární série her vydaných Ubisoftem. Hlavním hrdinou je opět Ezio Auditore da Firenze.

## O hře
Další pokračování světově velice úspěšné série Assassin's Creed bude pokračovat v Eziově příběhu odehrávajícím se v Římě, a navíc poprvé v této sérii dojde k začlenění hry pro více hráčů. Kritiky velmi kladně přijatý singleplayerový zážitek v podobě Assassin's Creed je zpátky v mnohem vybroušenější podobě. Očekávejte návrat Ezia, který bude svádět lítou bitvu s mocným řádem Templářů. Aby náš assassinský mistr mohl zasáhnout nepřítele přímo do slabin, musí se vypravit do Říma, centra moci, pýchy a korupce. Boj se zkorumpovanými tyrany ovšem nebude snadný, neboť bude vyžadovat sílu, ale co hlavně, bude vyžadovat vůdcovské schopnosti. Ezio totiž povede celé Bratrstvo, které bude bojovat po jeho boku. Své nesmiřitelné nepřátele mohou Asasíni porazit jen tehdy, budou-li spolupracovat. Assassin's Creed: Brotherhood poprvé nabízí netušenou sféru hry pro více hráčů. Hráči mohou Templářům pomoci tak, že je s použitím Absterga vytrénují v umění vraždy, aby mohli asasíny vyhladit jednou provždy. Budou si moci vybrat z pestré škály unikátních postav, kdy každá disponuje typickými zbraněmi a technikami zabití, a porovnat svůj um v různých herních režimech s hráči z celého světa. Jedná se o samostatnou hru.

## Děj
Děj začíná přesně na konci druhého dílu. Ezio se vrátí zpět do Montergiorni, do rodinné vily Auditore. Ta je ale za chvíli obsazena a zničena Cesarem Borgiou, synem Rodriga Borgii (hlavní záporné postavy Assassin's Creed II). Cesare zabije Eziova strýce Maria, a tak má Ezio další důvod k pomstě a boji s templáři.
V současnosti si Desmond Miles spolu s Lucy Stillmanovou, Shaunem a Rebecou ve Vile Auditore založili základnu a úkryt před templáři a právě odtud se Desmond připojuje k Animu.
Ezio uteče z vily do Říma, kde se později shledá i se svou matkou a sestrou Claudií. Většinu svého vybavení si nechal ve vile Montergiorni, a tak si musí znovu vybudovat respekt, s čímž mu Římě pomáhá hlavně Niccolò Machiavelli, který je Eziovým rádcem. Ezio si navíc buduje svoje bratrstvo asasínů, to znamená. že si může zavolat na pomoc spřátelené asasíny, případně asasíny posílat samostatně na různé mise. Ezio také v průběhu hry může zbavovat Řím vlivu Borgiů, a budovat obchody či skupovat památky, čímž vydělává peníze a posiluje svůj vliv. Celý děj se opět odehrává kolem předmětu Piece of Eden (Kousek Ráje), který byl zpočátku hry uzmut Cesarem Borgiou, který ho odevzdal svému otci.
Ezio si musí v Římě vybudovat respekt a zvýšit vliv asasínů, obnoví tak cech zlodějů a žoldnéřů a také nevěstinec (který povede Claudie spolu s matkou). Machiavelli je mocný asasín a Eziův mentor. Vůdce cechu zlodějů La Volpe podezírá Machiavelliho, že donáší Borgiům, nicméně jeho podezření se nezakládají na pravdě, jak Ezio později zjistí. Eziova sestra Claudie se později také stane asasínkou. Machiavelliho špehové odhalí, kde se nachází Cesare Borgia, situace pro jeho odstranění je tak víc než vhodná. Ezio pozoruje jak v Andělském hradu papež Rodrigo Borgia přiotráví svého syna Ceareho otráveným jablkem, protože ohrožuje jeho vlastní vliv. Cesare otce nakonec zavraždí sám, chce totiž Jablko (Kousek Ráje) sám pro sebe, ale jeho sestra, Lucrezia Borgia, bratrovi neprozradí, kde se Jablko nachází a Cesare prahnoucí po moci tak ukončí jejich incestní milostný vztah, což Lucrezii velmi rozesmutní. Ezio Cesareho sleduje a Lucrezie Eziovi dokonce trochu pomůže. Ezio se nakonec Jablka zmocní a díky jeho moci definitivně zlikviduje Cesareho armádu a zabije i samotného Cesara Borgiu. Nakonec Jablko bezpečně uschová do skrýše, protože je příliš mocné a Ezio se obává, že by mohlo být zneužito.
V současnosti Desmod s přáteli objeví Eziův úkryt a získají Jablko, které bylo uschováno v kryptě pod Koloseem. Desmondovi se zjeví hologram Minervy, která tvrdí, že apokalypsa je jediným možným způsobem, jak očistit lidstvo a zachránit ho před sebou samotným. Desmond na konci, pod vlivem Jablka, bodne skrytou čepelí Lucy do břicha a tím ji zabije.
Ve hře opět vystupuje většina postav z AC:II, i skutečné historické postavy, např. Leonardo Da Vinci, Lucrezie Borgia, Cesare Borgia, Rodrigo Borgia, Nicolo Machiavelli, Kristýna Vespucci, Kateřina Sforza a jiní.

## DLC, updaty a bonusy
Pro Assassin's Creed: Brotherhood byly vydány zatím 3 updaty, 1 DLC + 1 další pouze pro PS3 a dále také 5 bonusů. Všechny updaty a DLC obsahuje již PC verze hry, konzole si musí některé stáhnout a některé zase koupit. Všechny bonusy do hry obsahuje Kodex Edice hry a některé prodejny, co dávají nějaké bonusy ke hře zdarma.

### Koperníkova konspirace
Toto DLC je exkluzivní pouze pro PS3, které bylo oznámeno jako 1. DLC. Ezia zavede do odhalování věcí okolo astronoma Koperníka.

### Da Vinciho zmizení
Zatím největší DLC pro hru. Toto DLC přináší do Singleplayeru příběh, ve kterém bude Leonardo unesen a hráč bude muset rozluštit a vybádat, kde se Leonardo nachází. Příběh trvá přibližně 4–5 hodin. Dále DLC přináší jednu novou mapu Alhambra a 4 nové postavy: Damu Rossa, Vyvrhele, Rytíře a Markýze do Multiplayeru.
Animus Project Update 1.0 – Tento Update do hry přináší nový herní mód Advanced Alliance, který je stejný jako Alliance, ale mírně náročnější. Dále ještě přináší mapy Mont Saint-Michel, Normandie, Francie. Vše pouze pro Multiplayer hry.
Animus Project Update 2.0 – Update do hry přináší mapu Pienza a nový herní mód Chest Capture, kde si týmy kradou truhlice.
Harlekýn – MP postava. Harlekýn, nebo také kašpárek, šašek je bonusová postava do Multiplayeru. Lze ho dostat z Kodex Edice nebo jako bonus ke koupi. „Nelítostný aristokrat skrývající se pod úšklebnou maskou.“
Důstojník – MP postava. Důstojník je bonusová postava do Multiplayeru. Lze ho dostat z Kodex Edice nebo jako bonus ke koupi. „Muž skrývající se pod svým kabátem a neváhající po vás vytasit svůj bodec.“
Harlekýna – MP postava. Harlekýna je bonusová postava do Multiplayeru. Lze ji dostat pouze za koupi z uPlay (za 40 uPlay bodů). „Ve svém elegantním obleku bude pro ni zabití ještě zábavnější.“
Drachenská zbroj – SP bonus. Bonusová zbroj pro Ezia. Ve hře je brána pouze jako vzhled nikoliv jako nové brnění (zbroj), každopádně ale stojí za to ji nosit.
Trajánské tržiště – SP mapa. Na vrcholku zničené věže čeká poklad. Porazte stráže Borgiů, abyste získali odměnu!
Akvadukty – SP mapa. Dojděte na stavějící se akvadukty, porazte kapitána a dojděte si pro odměnu.